# Károly Szilágyi
Károly Szilágyi (* 1943 in Cetariu, Siebenbürgen) ist ein rumänischer Opernsänger (Bariton).

## Leben
Károly Szilágyi, der ungarische Vorfahren hatte, wurde in einer Ortschaft nordöstlich von Oradea geboren. Szilágyi übte einen anderen Beruf aus, ehe er 1972 mit der Gesangsausbildung an der Musikhochschule von Klausenburg begann. Bereits während seines Studiums übernahm er Solistenrollen innerhalb des Ensembles des Ungarischen Opernhauses in Klausenburg (Opera Maghiară) und schloss seine Ausbildung im Jahre 1977 ab.
Nach ersten Engagements am Musiktheater im Revier in Gelsenkirchen und am Aalto-Theater in Essen gastiert Szilágyi mit den großen Rollen des italienischen Baritonfachs an zahlreichen Bühnen des In- und Auslands und sang Konzerte in Budapest, Bukarest und in der Royal Festival Hall in London. Seine Gastauftritte führten in unter anderem an die Deutsche Oper Berlin, die Bayerische Staatsoper, die Wiener Staatsoper, die Oper Bonn, die Deutsche Oper am Rhein, die Opéra Royal de Wallonie, das Opernhaus Zürich oder ans Teatro alla Scala.

## Repertoire (Auswahl)
- Rigoletto in „Rigoletto“ von Giuseppe Verdi
- Simon Boccanegra in „Simon Boccanegra“ von Giuseppe Verdi
- Miller in „Luisa Miller“ von Giuseppe Verdi
- Amonasro in „Aida“ von Giuseppe Verdi
- Rodrigue in „Don Carlos“ von Giuseppe Verdi
- Graf René in „Un ballo in maschera“ von Giuseppe Verdi
- Baron Scarpia in „Tosca“ von Giacomo Puccini
- Carlo Gérard in „Andrea Chénier“ von  Umberto Giordano

## Preise und Auszeichnungen
- 1977: Gewinner des Gesangswettbewerbes „Maria Canals“ in Barcelona.
- 10. Juni 2001: Verleihung des Titels „Kammersänger“.

## Diskografie
- Arienalbum, 1989 bei Zebulon
- Livemitschnitt eines Konzertes in Budapest mit Lando Bartolini, 1989
- P. Mascagni „Lodoletta“ 1990 bei Hungaroton